# Governadoria-geral de Kiev
Governadoria-geral de Kiev ou Governadoria-geral de Kiev, Podólia e Volínia (em russo:  Киевское, Подольское и Волынское генерал-губернаторство), também conhecida como Krai do Sudoeste (em russo:  Юго-западный край, Yugo-zapadny kray), era uma divisão administrativa-territorial e política (um krai) do Império Russo entre 1832-1914.  Tinha um status especial estabelecido para a integração e assimilação política e econômica gradual da população russa, que não era grande, na Ucrânia ocidental (e que tinha uma pequena população russa, polonesa e judia) dentro do Império Russo.  

## História

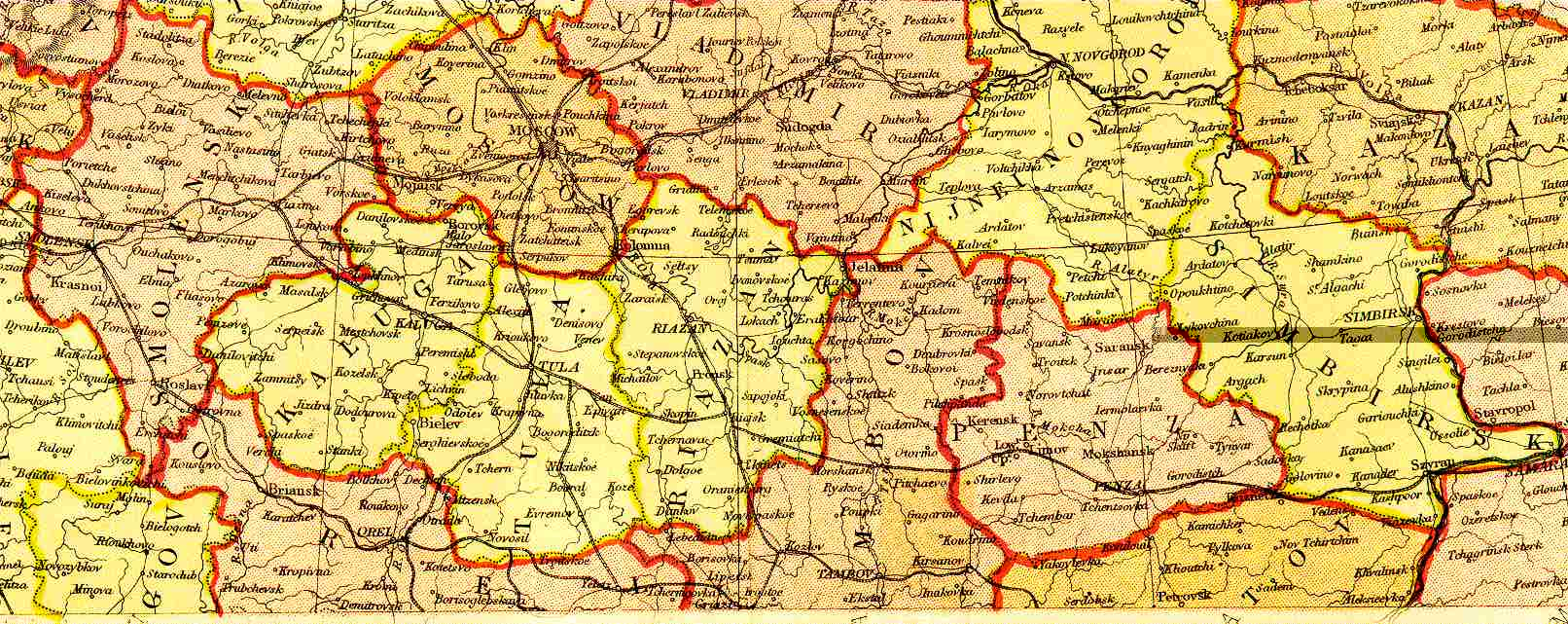
Mapa de 1882 do sudoeste russo e do sul russo

O Krai do Sudoeste ou Governadoria-geral de Kiev, Podolia e Volínia, composto por três gubernias, Volínia, Podólia e Kiev, foi supostamente iniciado em 22 de janeiro de 1832 quando Vasili Levashov foi nomeado Governador militar de Kiev e o Governador-geral de Podólia e Volínia. No entanto, uma posição de Governador Militar de Kiev existe desde 1796. 
Na região aonde hoje é a Ucrânia, além da Governadoria-geral-Geral de Kiev, existia o Governadoria-geral da Pequena Rússia e o Governadoria-geral da Nova Rússia e Bessarábia. 
A partir de 1881, o território da Governadoria-geral foi de fato expandido para cinco gubenias quando o Governador-Geral, Alexandre Drenteln, também foi nomeado Governador-geral temporário dos gubernias de Chernigov e Poltava (que eram ex-gubernias da Governadoria-geral da Pequena Rússia). 
Em 1889, a jurisdição original da governadoria-geral de apenas três gubernias foi restaurada, existindo dessa forma até 1915, quando a unidade territorial foi abolida. Fiodor Trepov foi o último Governador-geral de Kiev. 
Em 1912, o Gubernia de Kholm, um antigo gubernia do Congresso da Polônia, foi destacado e anexado a Governadoria-geral de Kiev. 

## Governadores-gerais e governadores militares
- Conde Ivan Saltikov (18 de novembro de 1796 - 29 de novembro de 1797)
- Didrich Arend Rosenberg (30 de novembro de 1797 - 12 de março de 1798)
- Ivan Gudovich (Março de 1798 - junho de 1798)
- Alexandre Bekleshov (13 de junho de 1798 - 1799)
- Andrei Fensh (1801 - 1803)
- Alexandre Tormasov (1803 - 1806)
- Mikhail Kutuzov  (28 de setembro de 1806 - 3 de julho de 1809)
- Mikhail Miloradovich (1810 - agosto de 1818)
- Pedro Zheltukhin (1827 - 1829)
- Boris Knyazhnin (1829 - 22 de janeiro de 1832)
- Conde Vasiliy Levashov (22 de janeiro de 1832 - 9 de junho de 1835)
- Conde Alexandre Guryev (9 de junho de 1835 - 15 de novembro de 1837)
- Dmitrii Bibikov (29 de dezembro de 1837 - 30 de agosto de 1852)
- Príncipe Illarion Vasilchikov (30 de agosto de 1852 - 12 de novembro de 1862)
- Nicolau Annenkov (19 de janeiro de 1863 - 19 de janeiro de 1865)
- Alexandre Bezak (19 de janeiro de 1865 - 16 de janeiro de 1869)
- Príncipe Alexandre Dondukov-Korsakov (16 de janeiro de 1869 - 16 de abril de 1878)
- Mikhail Chertkov (16 de abril de 1878 - 13 de janeiro de 1881)
- Alexandre Drenteln (13 de janeiro de 1881 - 15 de julho de 1888)
- Conde Aleksei Ignatiev (12 de agosto de 1889 - 7 de dezembro de 1897)
- Mikhail Dragomirov (1 de janeiro de 1898 - 24 de dezembro de 1903)
- Nicolau Kleigels (24 de dezembro de 1903 - 19 de outubro de 1905)
- Vladimir Sukhomlinov (19 de outubro de 1905 - 18 de dezembro de 1908)
- Fiodor Trepov (18 de dezembro de 1908 - 1914)